# Enrico Bucci
Enrico Bucci (San Giuseppe Vesuviano, 29 luglio 1912 – ...) è stato un militare e marinaio italiano, particolarmente distintosi nel corso della seconda guerra mondiale, dove fu decorato con cinque medaglie d'argento e due di bronzo al valor militare, e quattro croci al merito di guerra.

## Biografia
Nacque a San Giuseppe Vesuviano, provincia di Napoli, il 29 luglio 1912. Ammesso a frequentare la Regia Accademia Navale di Livorno nel 1927, conseguì la nomina a guardiamarina nel 1932. Promosso tenente di vascello frequentò la Scuola di osservazione aerea di Taranto, conseguendo la nomina a osservatore aeromarittimo nel 1937. Tra quell'anno e il 1938 prestò servizio in Africa Orientale Italiana, impegnato nelle operazioni di contrasto alla guerriglia. Ritornato in Italia, nel marzo 1939 partecipò alle operazioni per l'occupazione dell'Albania imbarcato sull'incrociatore leggero Armando Diaz. All'atto dell'entrata in guerra del Regno d'Italia prestava servizio presso i reparti di idrovolanti della ricognizione marittima lontana, in forza dapprima alla 147ª Squadriglia Ricognizione Marittima, e poi alla 146ª Squadriglia Ricognizione Marittima. Chiese, ed ottenne, il trasferimento alla specialità aerosiluranti, prestando servizio prima presso la 281ª Squadriglia e poi alla 283ª Squadriglia Aerosiluranti. Partecipò a combattimenti sui mari della Grecia, della Sardegna e nel Mediterraneo centrale, venendo decorato con quattro Medaglie d'argento al valor militare. Promosso capitano di corvetta per meriti di guerra nel 1942, assunse poi il comando dell'avviso Orsa adibito a missioni di scorta ai convogli navali nel Mediterraneo. Si distinse ancora nei combattimenti contro gli aerei, e i sommergibili nemici, dimostrando coraggio e ardimento. Citato nei bollettini di guerra n.835 e 838 del mese di dicembre, fu decorato con la Croce di Ferro di seconda classe da parte del comando navale tedesco. Dopo la proclamazione dell'armistizio dell'8 settembre 1943 rimase nel territorio occupato dalla forze tedesche. Dopo la fine del conflitto lasciò il servizio attivo per una infermità dovuta al servizio in guerra. Posto in posizione ausiliaria fu promosso capitano di fregata nel 1957.

### Fonti
1. 1 2 3 4 5 6 7 8 9  Alberini, Prosperini 2016, p. 101.